# Da Bomb
Da Bomb è il secondo album in studio del gruppo hip hop statunitense Kris Kross, pubblicato nel 1993.

## Tracce
1. Intro – 0:19
2. Da Bomb (featuring Da Brat) – 4:10
3. Sound of My Hood – 2:40
4. It Don't Stop (Hip Hop Classic) – 2:56
5. D.J. Nabs Break – 1:41
6. Alright (featuring Super Cat) - 4:03
7. I'm Real - 3:14
8. 2 da Beat Ch'Yall – 3:41
9. Freak da Funk – 2:59
10. A Lot 2 Live 4 – 2:14
11. Take Um Out – 4:35
12. Alright [Extended Remix] – 6:01

## Classifiche
| Classifica (1993) | Posizione raggiunta |
| ----------------- | ------------------- |
| Stati Uniti       | 13                  |